# Chrysopsyche mirifica
Chrysopsyche mirifica is een vlinder uit de familie spinners (Lasiocampidae). De wetenschappelijke naam van deze soort is voor het eerst geldig gepubliceerd in 1878 door Butler.
De soort komt voor in tropisch Afrika.